# 태즈메이니아 원주민

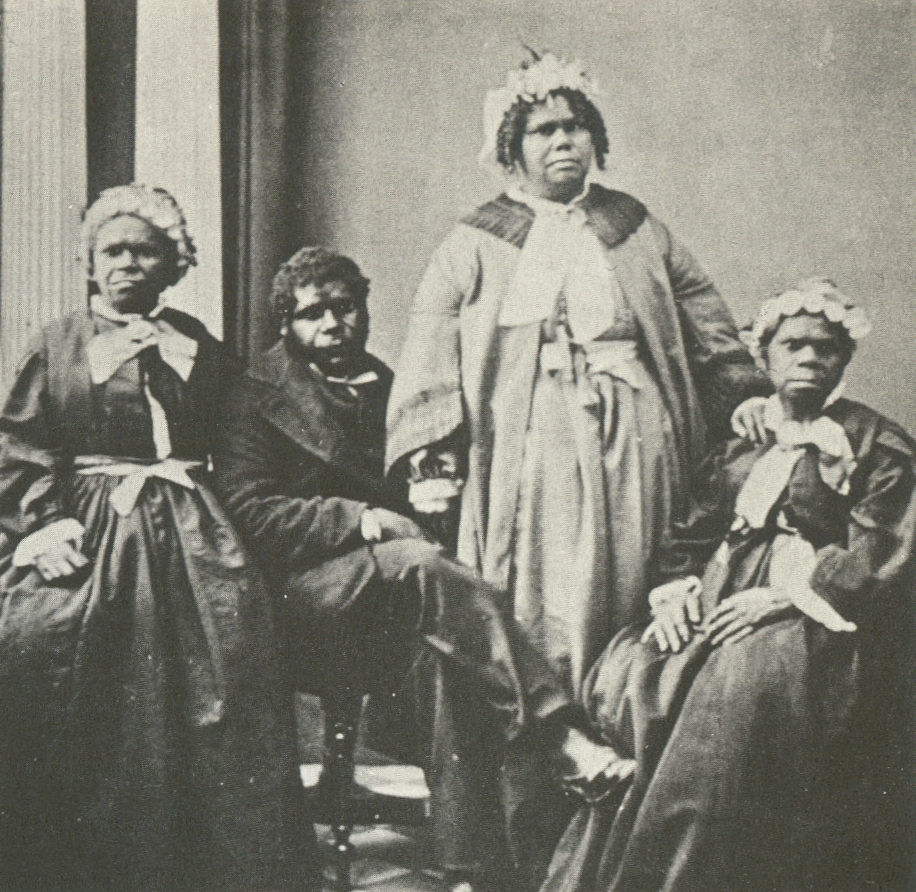
마지막 순혈 태즈메이니아 원주민 중 한 그룹

태즈메이니아 원주민(Aboriginal Tasmanians)은 오스트레일리아 남쪽에 위치한 태즈메이니아섬의 원주민으로, 보통 오스트레일리아 원주민의 일종으로 분류된다. 현대에 재구성된 태즈메이니아 원주민 언어인 팔라와어로는 팔라와(Palawa)라고 한다.
약 40,000년 전, 당시에는 육지로 이어져 있던 오스트레일리아 본토를 거쳐 처음 태즈메이니아섬으로 사람이 들어와 살기 시작했으며, 약 기원전 6천년 경에 해수면 상승으로 배스 해협이 바다가 되어 오스트레일리아 본토와 끊긴 이후 유럽인이 들어오기까지 원주민들은 8천 년간 외부와 단절된 채 살았다. 이들이 사용하던 언어들인 태즈메이니아 제어에 관해서는 기록이 많이 남아있지 않아 불분명한 점이 많다.
18세기 유럽의 탐험가가 태즈메이니아 원주민을 처음 만난 것으로 보이며 1803년부터 태즈메이니아섬에 대한 대영제국의 식민화가 시작되며 유럽인들이 유입되고 충돌이 생기기 시작했다. 식민화가 시작된 당시 원주민의 수는 3,000~15,000명으로 추산되었으나 1835년에는 겨우 400명의 순혈 원주민만이 살아남았다. 대부분은 유럽인에 의해 들어온 전염병에 의해 사망하였으나, 이주자들에 의한 지속적인 공격도 인구 감소에 큰 영향을 주었다.
1820년대 중반부터 시작된 영국인과 태즈메이니아 원주민들 사이의 무력 충돌로 수백 명의 원주민이 사망하기도 했으며, 이 기간을 검은 전쟁(Black War)이라고 부른다. 1833년에는 총독의 후원을 받은 관료 조지 어거스터스 로빈슨(George Augustus Robinson)이 원주민의 권리를 보호해주겠다고 약속하였으나 인근의 플린더스 섬으로 이주하게 될 뿐이었다. 이렇게 19세기 동안 급감한 인구로 1876년 사망한 트루가니니(Truganini)를 마지막으로 더 이상 순혈 원주민은 남아있지 않을 정도이나, 여전히 명맥은 유지되어 현재 태즈메이니아섬에 약 6,000~23,000명의 원주민 후손이 살고 있는 것으로 추정된다.

## 같이 보기
- 태즈메이니아주
- 태즈메이니아 제어
- 오스트레일리아 원주민